# Гижег
Ги́жег (другие написания: Ги́жек, Гы́жек) — река в России, протекает в Ленском районе Архангельской области. Устье реки находится в 4 км по правому берегу протоки Полой Прось реки Вычегда, в 146 км от устья Вычегды. Длина реки составляет 34 км. Протекает через посёлок Гыжег, деревни Большой Гыжег и Малый Гыжег.
На 5-м километре справа впадает река Первый Иоль.

## Данные водного реестра
По данным государственного водного реестра России относится к Двинско-Печорскому бассейновому округу, водохозяйственный участок реки — Вычегда от города Сыктывкар и до устья, речной подбассейн реки — Вычегда. Речной бассейн реки — Северная Двина.
Код объекта в государственном водном реестре — 03020200212103000023887.